# 利斯基 (沃倫州)
50°59′32″N 24°16′21″E / 50.99222°N 24.27250°E
利斯基（羅馬化：Lisky）是烏克蘭西北部的村莊，隸屬沃倫州的沃洛德米爾區。該村始建於1932年，面積0.6平方公里，海拔高度182米，2001年人口100，人口密度每平方公里165.84人。